# كأس السويد 1942
كأس السويد 1942 (بالسويدية: Svenska cupen i fotboll 1942)‏ هو موسم من كأس السويد. أقيم خلال الفترة 1942 وحتى 18 أكتوبر 1942، وأشرف على تنظيمه اتحاد السويد لكرة القدم، وكان عدد الأندية المشاركة فيه 48، وفاز فيه غايس غوتنبرغ.

## نتائج الموسم
| المركز | فريق         | لعب | ف | ت | خ | له | عليه | ف.أ | نقاط | ملاحظة |
| ------ | ------------ | --- | - | - | - | -- | ---- | --- | ---- | ------ |
|        | غايس غوتنبرغ |     |   |   |   |    |      |     |      |        |